# Aristides Gomes
Aristides Gomes (Canghungo, regió de Cacheu 8 de novembre de 1954) és un polític de Guinea Bissau que fou primer ministre de Guinea Bissau del 2 de novembre de 2005 al 13 d'abril de 2007. També fou president del Partit Republicà per la Independència i el Desenvolupament (PRID).

## Biografia
Va estudiar a la Universitat de París VIII, on es va llicenciar en sociologia i ciències polítiques. De 1990 a 1992 va ser director general de Televisão Experimental da Guiné-Bissau (1990–1992), i posteriorment co a Ministre de Planificació i Cooperació Internacional sota el President João Bernardo Vieira.
El 18 de desembre de 1973 es va incorporar al Partit Africà per la Independència de Guinea i Cap Verd (PAIGC), al qual es va incorporar el 18 de desembre de 1973. Va ser delegat al Segon Congrés Extraordinari del partit el gener de 1991, i en el seu Sisè Congrés Ordinari al maig de 1998 és elegit membre del Buró Polític del partit. En Quart Congrés Extraordinari del PAIGC, que va tenir lloc al gener-febrer de 2002, va ser escollit com a vicepresident primer del partit.
A les eleccions parlamentàries de març de 2004, Gomes va ser elegit diputat a l'Assemblea Nacional Popular. Llavors fou candidat per al càrrec de President de l'Assemblea Nacional Popular, però va ser derrotat per Francisco Benante en una votació celebrada pel Comitè Central del PAIGC a l'abril de 2004; rebre 71 vots contra 106 vots de Benante. L'11 de maig de 2004 va ser nomenat ministre d'Administració Territorial, reforma administrativa, Administració Pública i Treball del primer ministre del PAIGC Carlos Gomes Júnior, però es va negar a acceptar el nomenament a causa del que va considerar com a contínua influència militar en el govern. Més tard, Gomes va ser un dels líders del PAIGC que va donar la mà Vieira quan va tornar a Guinea Bissau des l'exili el 7 d'abril de 2005, i el 8 de maig de 2005 va ser suspès del partit (juntament amb uns altres 36 dirigents) per donar suport obertament la candidatura de Vieira en contra la del candidat del PAIGC Malam Bacai Sanhá a les eleccions presidencials que va tenir lloc al juny i juliol de 2005. Poc després de l'elecció de Vieira, Gomes va desertar del partit, i després que Vieira destituís el primer ministre Gomes Júnior el 28 d'octubre de 2005, va nomenar Gomes com a primer ministre el 2 de novembre. El PAIGC va apel·lar aquest nomenament a la Cort Suprema del país, que va fallar el 26 de gener de 2006 que Vieira no estava obligat a designar un membre del PAIGC com a primer ministre, validant el nomenament de Gomes. El PAIGC va impugnar la decisió, però.
El 12 de març de 2007, el PAIGC, Partit de Renovació Social (PRS), i Partit Unit Social Democràtic va acordar la formació d'un nou govern plegats. Vieira no semblava disposat a dissoldre el govern de Gomes, però; el director del gabinet va dir que no hi havia "cap raó vàlida" per fer-ho, i els aliats de Vieira rebutjaren el pacte entre partits afirmant que intentarien anul·lar-lo legalment. El 19 de març el parlament va aprovar una moció de censura contra el govern de Gomes, amb 54 vots a favor de la moció i 28 en contra; vuit diputats es van abstenir, i deu no hi ern presents. Tot i que els tres partits sumaven conjuntament un total de 97 de 100 escons alguns dels seus diputats van recolzar Gomes. El 29 de març Gomes va anunciar que havia presentat la seva renúncia al Vieira i que seguia esperant una resposta de Vieira. Va dir que estaria disposat a continuar com a primer ministre si tenia la confiança de Vieira, i va culpar al PRS per a la seva difícil situació. El 9 d'abril Vieira va nomenar candidat proposat per la coalició de tres partits, Martinho Ndafa Kabi del PAIGC, com anou primer ministre, i Kabi va prendre possessió el 13 d'abril.
Després de deixar el càrrec, Gomes es va enfrontar a una qüestió jurídica relacionada amb 734 quilograms de drogues que van desaparèixer mentre era primer ministre. Segons Gomes havia ordenat que les drogues fossin emmagatzemades pel Tresor per a la seva custòdia.
Gomes va fundar el seu propi partit, el Partit Republicà per la Independència i el Desenvolupament (PRID), que va tenir el seu congrés constitutiu, el 7 de març de 2008. Gomes en fou nomenat President, va recolzar Vieira i va participar en les eleccions parlamentàries de novembre de 2008. PRID va obtenir tres escons en aquestes eleccions, mentre que el PAIGC va obtenir la majoria d'escons; El propi Gomes va obtenir un escó a l'Assemblea Nacional Popular pel seu partit a la circumscripció de Cantchungo e Caio, i acceptà els resultats.
Després de l'assassinat de Vieira el 2 de març de 2009, Gomes va marxar de Guinea Bissau. Es va presentar com a candidat del PRID a les eleccions presidencials de Guinea Bissau de 2009, però el 14 de maig de 2009 el Tribunal Suprem va anunciar que la seva candidatura havia estat rebutjada amb l'argument que havia estat fora del país durant els 90 dies anteriors de la presentació de la seva candidatura.